# 神戸9クルーズの選手一覧
神戸9クルーズの選手一覧（こうべナインクルーズのせんしゅいちらん）は、関西独立リーグ (初代)の神戸9クルーズに所属していた主な選手の一覧である。

## 選手

### NPB入団選手
※当球団から直接所属した選手に限る。年はNPB入団前の最終所属年。
（2010年）
- 福泉敬大 - 読売ジャイアンツ（育成ドラフト3位、2011）

### その他
- 今井政司 - 後に千葉スカイセイラーズGM補佐兼任コーチ[1]
- 小野真悟 - 後に大分B-リングス監督
- 衣川幸夫 - 元・東京ヤクルトスワローズ（コーチ兼任）
- 末永仁志 - 元・千葉ロッテマリーンズ
- 山上直輝
- 吉田えり - 日本初の男性と同一チームに所属する女性プロ選手。現・エイジェック女子硬式野球部監督兼投手

## 歴代監督
- 中田良弘（2009年）
- 村上眞一（2009年） - 中田監督辞任による監督代行
- 池内豊（2010年）